# Museo di Sherlock Holmes

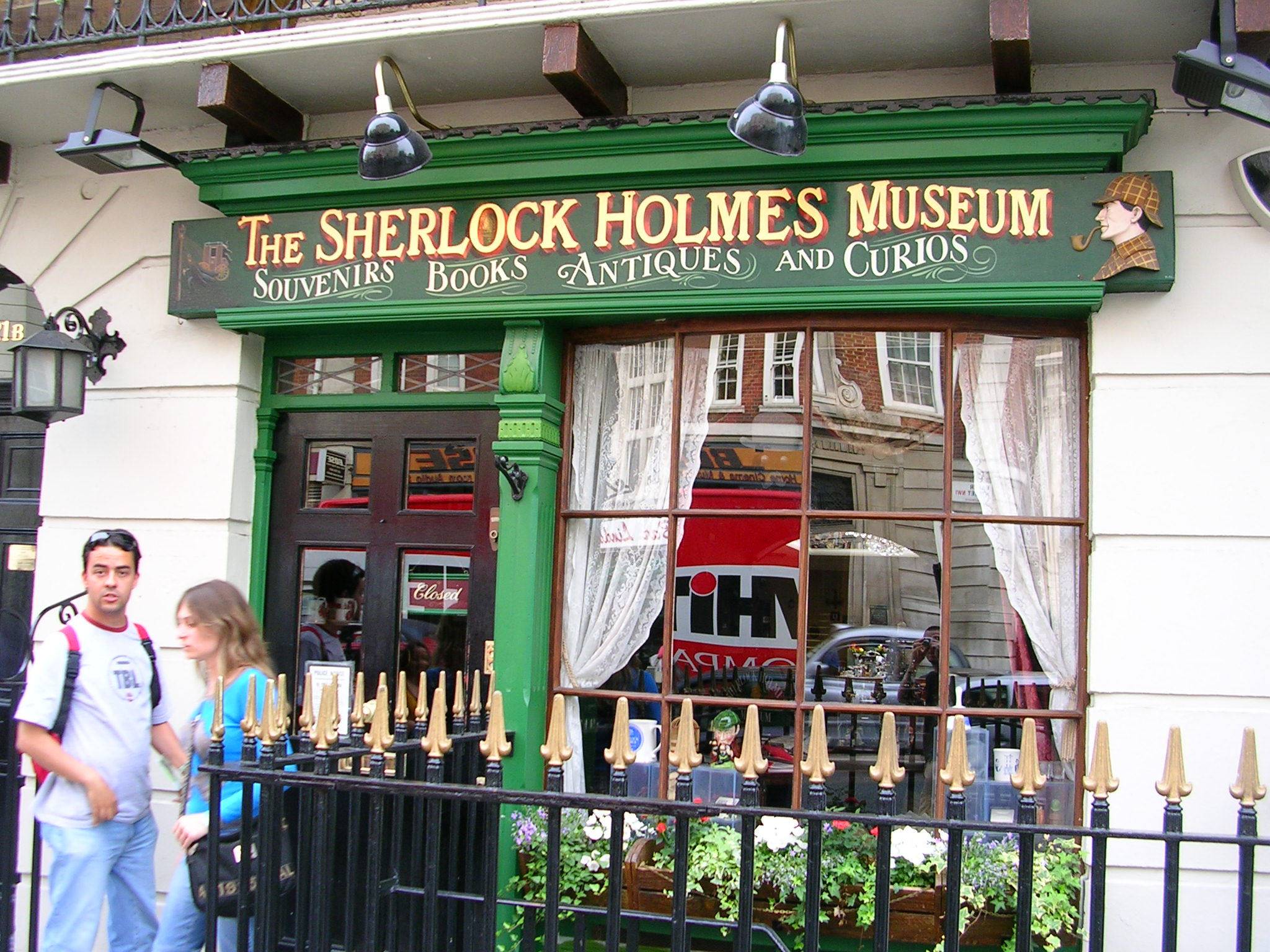
Il museo di Sherlock Holmes a Londra

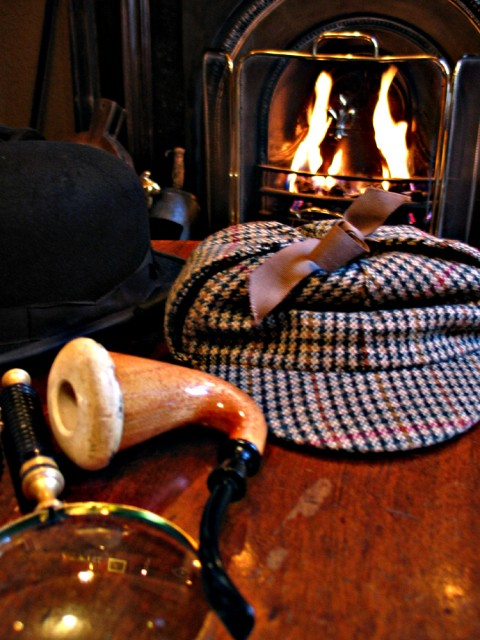
La pipa, la lente e il cappello di Holmes nella sua casa museo

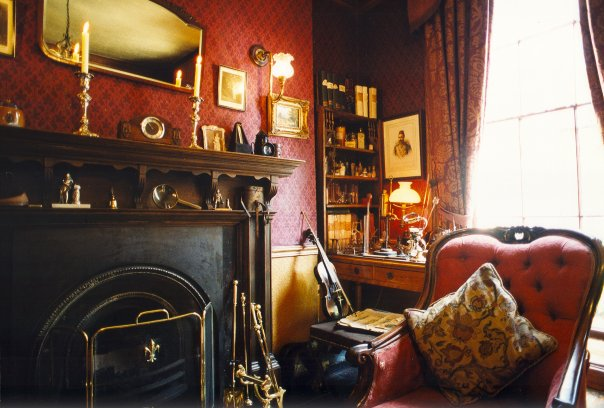
Interno della casa museo di Holmes

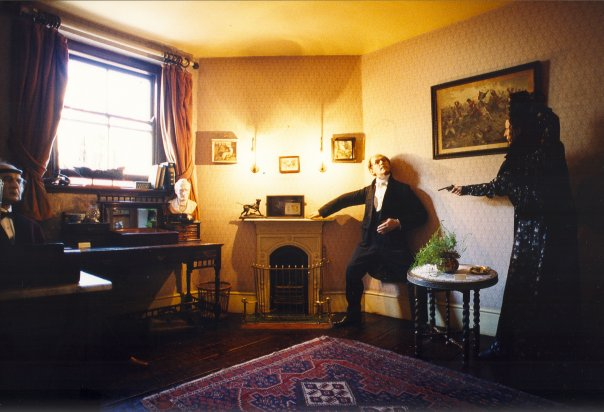
Personaggi di cera nelle stanze del museo

Il Museo di Sherlock Holmes (The Sherlock Holmes Museum) è un museo di Londra dedicato all'omonimo personaggio ideato da Arthur Conan Doyle; ha sede in Baker Street al numero 239, vicino al civico 221B che era l'indirizzo della residenza del personaggio nelle opere di cui è protagonista. Il museo è gestito dall'organizzazione non profit Sherlock Holmes International Society.

## Descrizione
In passato, tra il 1860 e il 1936 la casa, in stile georgiano, occupata dal museo, è stata, come il "221b Baker Street", una pensione.
Nei libri di Doyle è scritto che Sherlock Holmes, le cui avventure sono ambientate nel periodo tra il 1881 e il 1904, risiedeva in affitto dalla signora Hudson a questo numero.
Il museo comprende tra le altre cose molti oggetti che secondo i curatori sarebbero serviti a Sherlock Holmes per la risoluzione di alcuni casi.
Al primo piano c'è lo studio di Holmes, che affaccia su Baker Street, dove l'investigatore insieme al suo amico dottor Watson rifletteva sul caso del momento ed enunciava le sue famose deduzioni. La stanza è arredata esattamente come è rappresentata nei numerosi film, con le poltrone di faccia al caminetto e molti degli oggetti personali dell'investigatore, quali la lente di ingrandimento, la pipa, il violino, le attrezzature chimiche, il quaderno degli appunti, ecc. fino al bastone da passeggio.
Al secondo piano sono collocate la camera della signora Hudson, sul fronte, e la camera del dottor Watson, sul retro. Anche queste stanze contengono effetti personali, tra cui il diario del dottor Watson con alcune note manoscritte ed estratti del romanzo Il mastino dei Baskerville (The Hound of the Baskervilles).
Nelle stanze del terzo piano sono state allestite delle scene tratte dai romanzi con modelli in cera. Tra le scene è degna di nota quella di Holmes e del professor Moriarty, posti vicini nella stessa stanza.